# Grafo k-vértice-conexo
Na teoria dos grafos, um grafo G é dito k-vértice-conexo (ou k-conexo) se tem mais de k vértices e permanece conexo sempre que são removidos k-1 vértices.
O vértice-conexo ou conexão, de um grafo é o maior k para que o grafo continua k-vértice-conexo.

## Definições
Um grafo (que não seja um grafo completo) tem conectividade k se k é o tamanho do menor subconjunto de vértices em que o grafo se torna desconexo se forem removidos dele. Grafos completos não estão inclusos nesta versão da definição desde que eles não podem ser desconexos deletando vértices. Um grafo completo com n vértices tem conectividade n − 1, como diz a primeira definição.
Uma definição equivalente é que um grafo com no mínimo 2 vértices é k-conexo se, para cada par de vértices, é possível achar k caminhos de vértices-disjuntos, caminhos conectam estes vértices. Veja o Teorema de Menger (Diestel 2005, p. 55). Essa definição produz a mesma resposta, n − 1, para a conectividade de um completo grafo Kn.
Um grafo 1-conexo é chamado conexo; um grafo 2-conexo é chamado biconexo. Um grafo 3-conexo é chamado de triconexo.

## Aplicações

### Poliedro Combinatório
O 1-Esqueleto de qualquer k-dimensional poliedro convexo forma um grafo k-vértices-conexo (o Teorema de Balinski, Balinski 1961). Como uma resposta parcial, o teorema de Steinitz diz que um grafo planar de 3-vértices-conexo forma o esqueleto de um poliedro convexo.

## Complexidade Computacional
A vértice-conexão de uma entrada de grafo G pode ser computada em tempo polinomial da seguinte maneira: Considere todas as possibilidades de pares {\displaystyle (s,t)} de nós não adjacentes para desconexo, usando o teorema de Menger para justificar que o mínimo tamanho separado por {\displaystyle (s,t)} é o número de pares vértice-independente caminhos entre eles, codificar a entrada dobrando cada vértice como aresta para reduzir a um cálculo de números pares de caminhos de arestas-independentes, e compute o número máximo de caminhos que computam o Problema da vazão máxima de grafos entre {\displaystyle s} and {\displaystyle t} com capacidade de 1 para cada aresta, notando que o fluxo de {\displaystyle k} nesse grafo corresponde, pelo Teorema de Vazão Integral, para {\displaystyle k} pares de caminhos de aresta-independente de {\displaystyle s} to {\displaystyle t}.

## Notes
1. 1 2  Schrijver, Combinatorial Optimization, Springer
2. ↑  The algorithm design manual, p 506, and Computational discrete mathematics: combinatorics and graph theory with Mathematica, p. 290-291